# سلوينية (جنس)

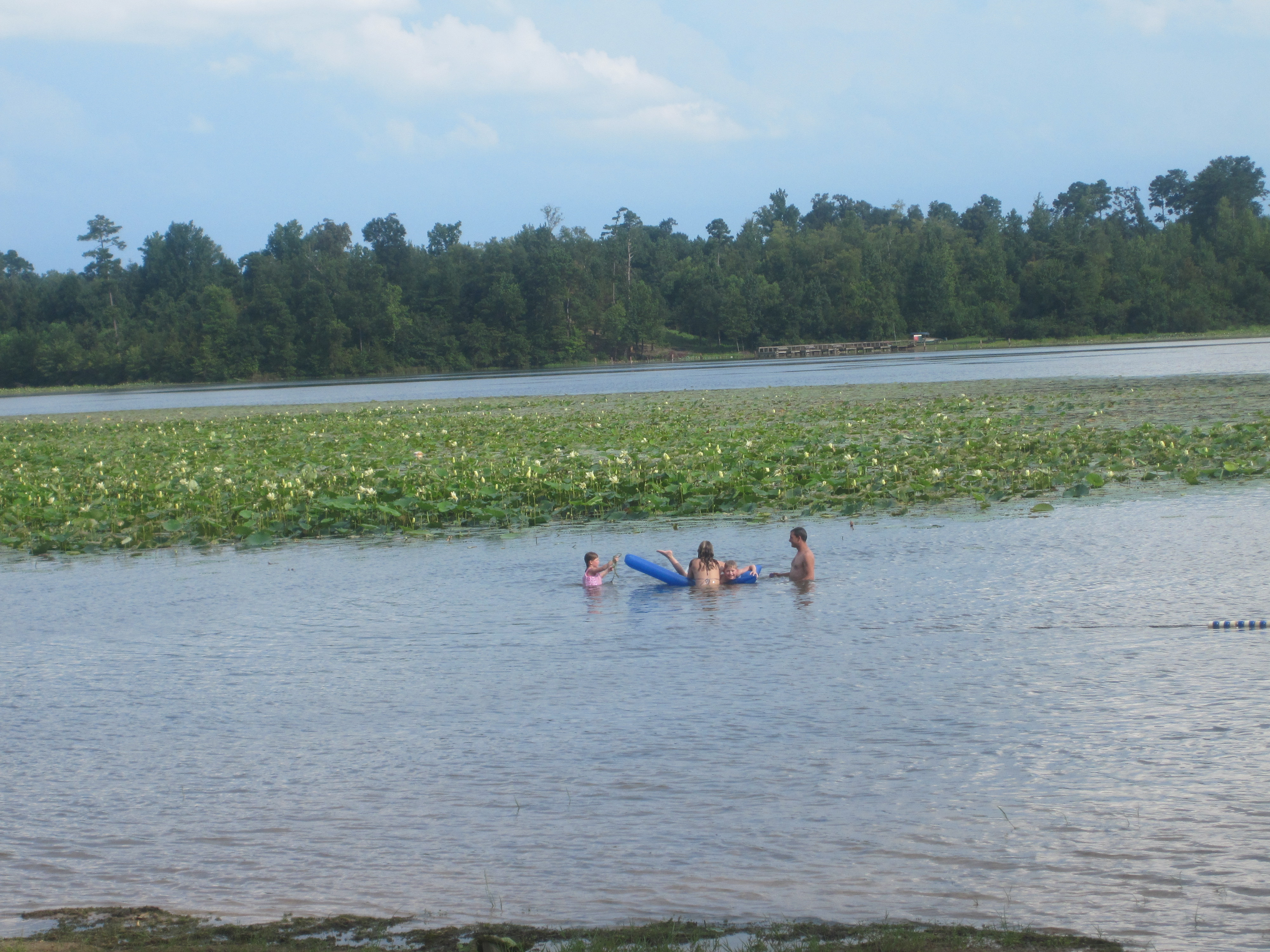
Salvinia fails to deter these swimmers at Caney Lakes Recreation Area near مندن (لويزيانا), لويزيانا (2009).

السلوينية (الاسم العلمي: Salvinia) هي جنس من النباتات يتبع الفصيلة السلوينية من رتبة السلوينيات. سمى هذا الجنس عالم النبات الفرنسي جان فرانسوا ساغييه (بالفرنسية: Jean-François Séguier) تكريماً لعالم النبات إيطالي أنطون ماريا سلويني (1653-1729) (بالإنجليزية: Anton Maria Salvini).